# 陳静
陳 静（チン セイ、ラテン文字翻記：Chen Jing、女性、1975年9月3日 - ）は、中国の元バレーボール選手。現役時代のポジションはミドルブロッカー。元中国代表。

## 来歴
1999年、中国代表に初選出される。すぐにレギュラーとして起用されると、2000年のシドニー五輪に出場した。
2001年のグラチャン、2003年のワールドカップで金メダルを獲得。2004年8月のアテネ五輪では20年ぶりの金メダル獲得に大きく貢献した。

## 球歴
- オリンピック - 2000年、2004年
- 世界選手権 - 2002年
- ワールドカップ - 1999年、2003年
- グラチャン - 2001年
- ワールドグランプリ - 1999年、2000年、2001年、2002年、2003年、2004年